# Pierre Duguiot
Pierre Duguiot est un homme politique français né le 28 septembre 1823 à Champignelles (Yonne) où il est mort le 13 janvier 1918.

## Biographie
Vétérinaire, il est député de l'Yonne de 1886 à 1889, inscrit au groupe de la Gauche radicale. Il rejoint le général Boulanger au début de son action, mais revient rapidement au sein de la gauche radicale. Battu en 1889, il quitte la vie politique.